# Prix Bédéis causa
Les prix Bédéis causa sont des prix de bande dessinée créés en 1988 au Québec récompensant principalement des auteurs de bande dessinée québécoise.

## Historique
Remis dans le cadre du Festival de la bande dessinée francophone de Québec (FBDFQ) depuis ses débuts en 1988, ces prix ont connu des identités variables pendant de nombreuses années, et bien que chaque année certains d'entre eux récompensaient des auteurs québécois, la majeure partie prenait davantage la forme de remerciements symboliques offerts aux auteurs franco-belges invités par le Festival. Cependant, après une réforme en 2007, la formule s'est resserrée et stabilisée, et, depuis, ce sont les cinq mêmes prix qui sont attribués, dont quatre visant la bande dessinée québécoise.

## Grand Prix Québec BD
Ce prix est décerné à une bande dessinée de langue française publiée au Québec. Son appellation a varié : prix [BD/album] québécois(e) (de l’année) de 1989 à 2001, prix Réal-Fillion de la meilleure BD québécoise en 2002-2003, prix de la meilleure BD québécoise en 2004, Grand Prix de la Ville de Québec de 2005 à 2022, et Grand Prix Québec BD depuis 2023.
Lauréats

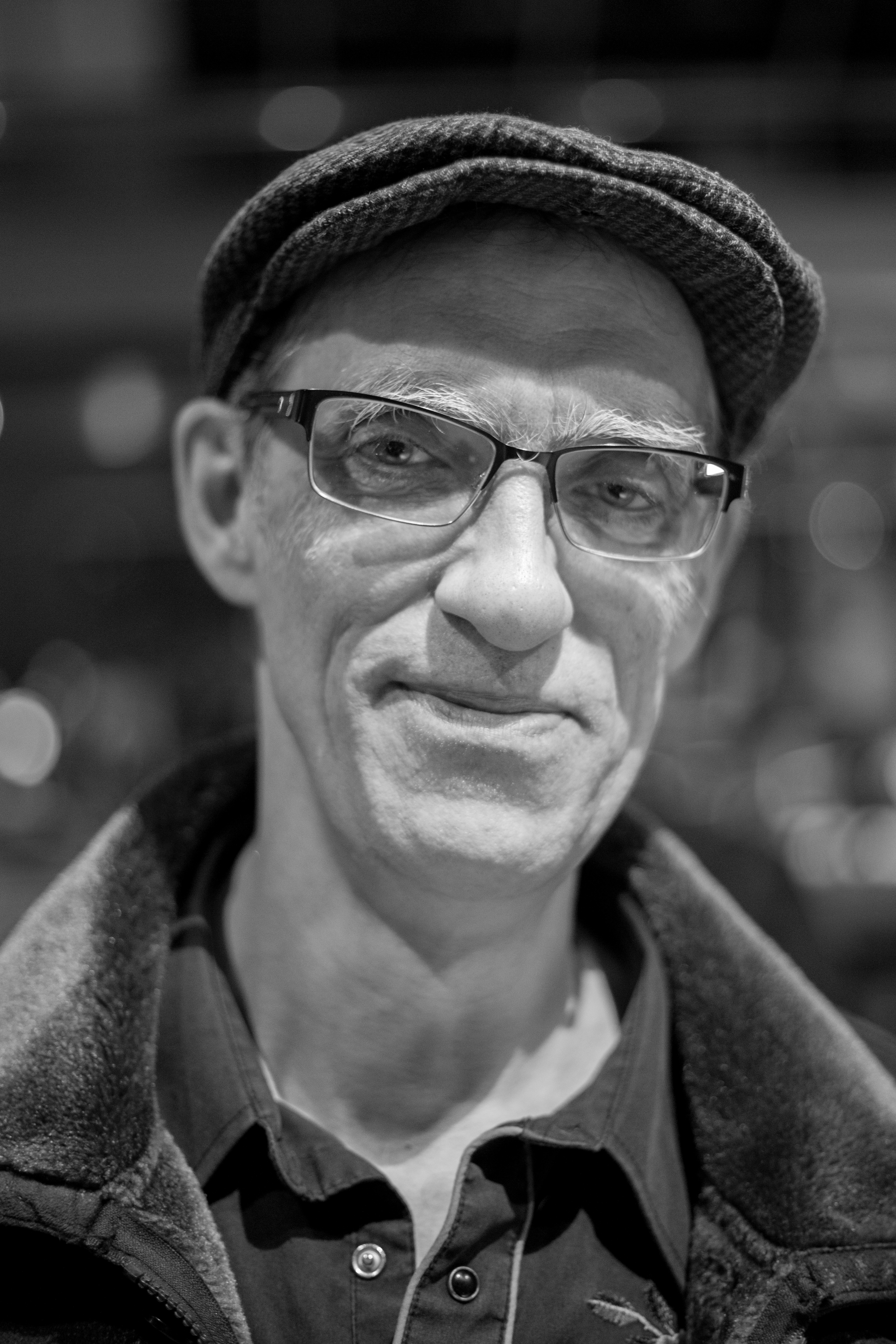
Siris, lauréat du Grand Prix de la Ville de Québec 2018

- 1989 : Une aventure de John et Jim : Les Momie’s de Rémy Simard et Philippe Chauveau, Kami-case
- 1990 : La Grande Aventure d’Alphonse Desjardins de Pierre Larouche (Prouche), Desjardins
- 1991 : Baptiste le clochard d'André-Philippe Côté, Falardeau
- 1992 : Une grande aventure du petit peuple, t.1 : Le Parchemin perdu d'Al Daniel, Promega
- 1993 : Magazine Zeppelin de Pierre Drysdale, Danny Gagnon et Michel Giguère, Hélium Z
- 1994 : Le Monde du spectacle de Mario Malouin, 7 jours
- 1995 : Les Aventures de Pete Kevlar, t.1 : Costa-Barta 1947 de Marco Ménard (Makoello) et Jean-Louis Roy, Floro
- 1996 : Ariane et Nicolas, t.2 : Le Rêve du capitaine de Paul Roux, Mille-Îles
- 1997 : Bibop, t.1 : Et que ça saute ! de Raymond Parent, Mille-Îles
- 1998 : Béatrice l'aubergiste à la coccinelle d'or de Marco Ménard (Makoello) et Richard Houde, Mille-Îles
- 1999 : Victor et Rivière d'André-Philippe Côté, Soulières
- 2000 : Le Naufragé de Mémoria, t.1 : Scaphandre 8 de Jean-Paul Eid et Claude Paiement, Mille-Îles
- 2001 : Moréa, t.1 : Le sang des anges de Thierry Labrosse, Soleil
- 2002 : La Mare au diable de VoRo, Mille-Îles
- 2003 : Paul a un travail d'été de Michel Rabagliati, La Pastèque
- 2004 : Le Naufragé de Mémoria, t.2 : L'Abîme de Jean-Paul Eid et Claude Paiement, Les 400 coups
- 2005 : Paul en appartement de Michel Rabagliati, La Pastèque
- 2006 : Morlac de Leif Tande, La Pastèque
- 2007 : Paul à la pêche de Michel Rabagliati, La Pastèque
- 2008 : Kaspar de Diane Obomsawin, L'Oie de Cravan
- 2009 : Burquette de Francis Desharnais, Les 400 coups
- 2010 : Paul à Québec de Michel Rabagliati, La Pastèque
- 2011 : Apnée de Zviane, Pow Pow
- 2012 : Jérôme Bigras, t.3 : Le Fond du trou de Jean-Paul Eid, La Pastèque
- 2013 : French Kiss 1986 de Michel Falardeau, Glénat Québec
- 2014 : Les Deuxièmes de Zviane, Pow Pow[1]
- 2015 : Promise, t.2 : L'Homme-Souffrance de Mikaël (dessin) et Thierry Lamy (scénario), Glénat Québec[2]
- 2016 : Promise, t.3 : Incubus de Mikaël (dessin) et Thierry Lamy (scénario), Glénat Québec[3]
- 2017 : La Femme aux cartes postales de Jean-Paul Eid (scénario et dessin) et Claude Paiement (scénario), La Pastèque
- 2018 : Vogue la valise de Siris, La Pastèque [4]
- 2019 : La petite Russie de Francis Desharnais, Pow Pow[5]
- 2020 : Contacts de Mélanie Leclerc[6]
- 2021 : Vous avez détruit la beauté du monde de Christian Quesnel (auteur), Isabelle Perreault, André Cellard et Patrice Corriveau (chercheurs), Moëlle Graphik[7]
- 2022 : Mégantic: un train dans la nuit d'Anne-Marie Saint-Cerny et Christian Quesnel, Écosociété[8]
- 2023 : La Méduse de Boum, Pow Pow[9]

## Prix Réal-Fillion
Nommé en l'honneur du cofondateur du Festival, ce prix est remis à un auteur québécois (scénariste ou dessinateur) pour son premier album professionnel. Il a été attribué sous l'appellation prix (de l') espoir (québécois) de 1988 à 2004 (sauf en 1989, 1991 et 2002, et bien qu'il ne fut pas à l'époque strictement attribué lors d'un premier album), avant de prendre sa présente appellation en 2005.
Lauréats

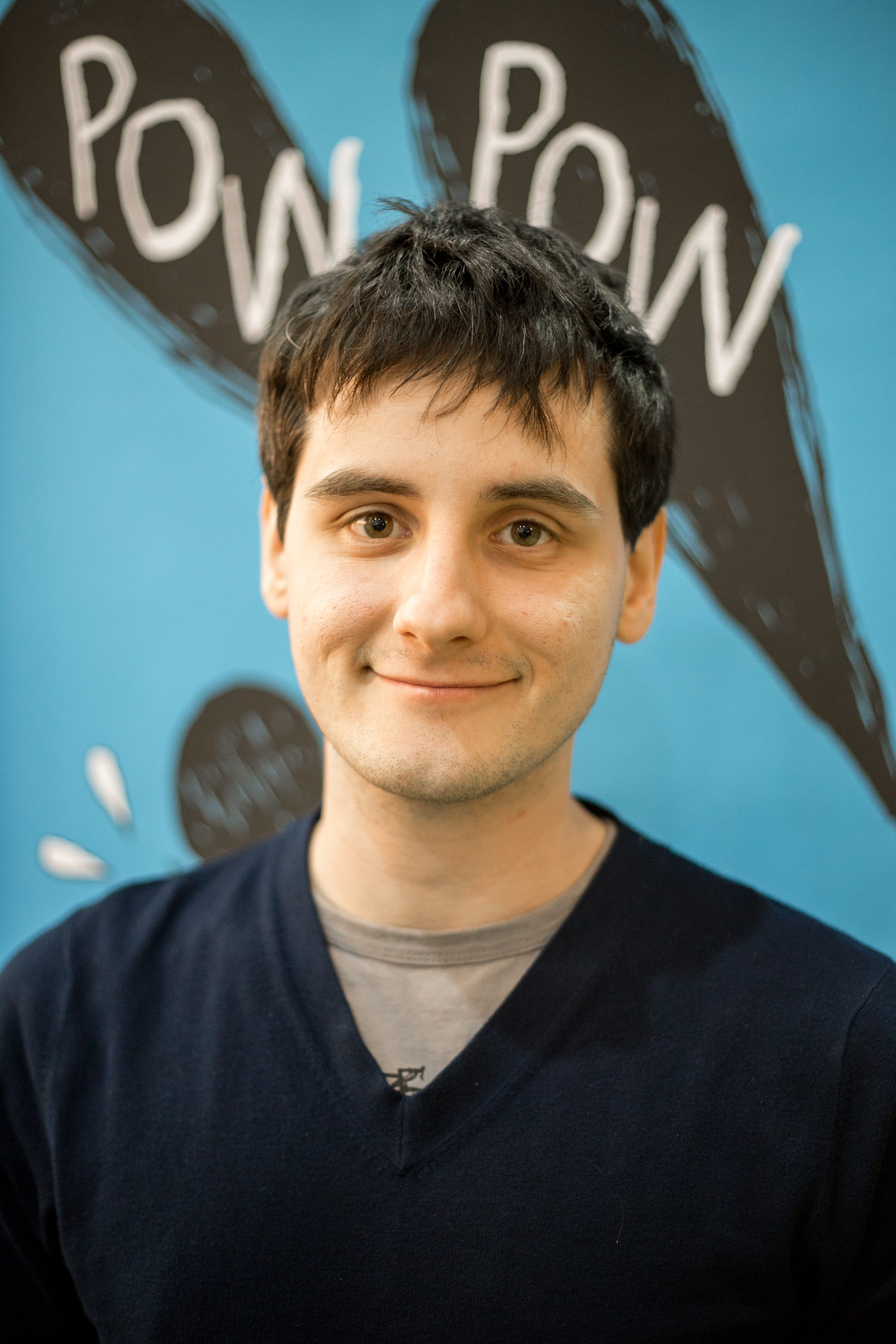
Thom, lauréat du Prix Réal-Fillion 2018

- 1988 : Pierre Larouche (Prouche) pour Électrozz et Bozz, Cœur de pomme
- 1989 : non attribué
- 1990 : Paul Roux pour Missionnaire en Nouvelle-France (scénario de Gilles Drolet), Anne Sigier
- 1991 : non attribué
- 1992 : Marco Ménard (Makoello) pour Pete Kevlar (scénario de Richard Houde)
- 1993 : Jean-Philippe Morin pour Barnabé
- 1994 : Éric Valois pour Angel : Confessions magnétiques, Zone convective
- 1995 : Line Arsenault pour La Vie qu'on mène, t.2 : C'est à quel âge, la vie ?, Mille-Îles
- 1996 : Yves Rodier
- 1997 : Marc Auger pour Le Galion des Mistigris, Falardeau
- 1998 : Bruno et Gilles Laporte pour Rupert K., t.1, Mille-Îles
- 1999 : Daniel Shelton pour Ben, t.1, Mille-Îles
- 2000 : Michel Rabagliati pour Paul à la campagne, La Pastèque
- 2001 : Leif Tande pour Villégiature, Zone convective
- 2002 : Prix non attribué
- 2003 : François Lapierre pour Sagah-Nah, t.1 : Celui qui parle aux fantômes, Soleil
- 2004 : François Miville-Deschênes pour Millénaire, t.1 : Les Chiens de Dieu (scénario de Richard D. Nolane), Les Humanoïdes Associés
- 2005 : Jimmy Beaulieu pour Le Moral des troupes, Mécanique générale
- 2006 : Jacques Lamontagne pour Les Druides, t.1 : Le Mystère des Oghams (scénario de Jean-Luc Istin), Soleil
- 2007 : Pascal Girard pour Dans un cruchon et Nicolas, Mécanique générale
- 2008 : Pierre Bouchard pour L'Île-aux-Ours, Mécanique générale
- 2009 : Francis Desharnais pour Burquette, Les 400 coups
- 2010 : Jean-Sébastien Bérubé pour Radisson, t.1 : Fils d’Iroquois, Glénat Québec
- 2011 : Émilie Villeneuve et Julie Rocheleau pour La Fille invisible, Glénat Québec
- 2012 : Fred Jourdain pour Le Dragon bleu, Alto
- 2013 : Isabelle Arsenault et Fanny Britt pour Jane, le renard et moi, La Pastèque
- 2014 : Fabien Dreuil, Xavier Hardy, Simon Leclerc et Anouk Pérusse-Bell, pour Nevada, t.1, Glénat Québec[1]
- 2015 : Blonk, pour 23 h 72, Pow Pow[2]
- 2016 : Mat Ordog, pour Les Pieds palmés, t.1 : Les Terres arides, Michel Quintin[3]
- 2017 : Mélodie Vachon Boucher pour Les Trois Carrés de chocolat, Mécanique Générale
- 2018 : Thom pour son album VII, Pow Pow[10]
- 2019 : Jean-François Laliberté et Sacha Lefebvre pour le premier tome de la série U-Merlin, Michel Quintin[5]
- 2020 : Brigitte Archambault pour Le projet Shiatsung, Mécanique Générale[6]
- 2021 : Audrey Beaulé pour La vingt, Mécanique Générale[7]
- 2022 : Valérie Boivin pour Rien de sérieux, Nouvelle Adresse[8]
- 2023 : Geneviève Bigué pour Parfois les lacs brûlent, Front Froid[9]

## Prix Albéric-Bourgeois
Nommé en l'honneur d'Albéric Bourgeois, un des pionniers de la bande dessinée québécoise, ce prix est attribué à un album de langue française publié à l’étranger par un auteur québécois, dessinateur ou scénariste. Il est attribué depuis 2007.
Lauréats

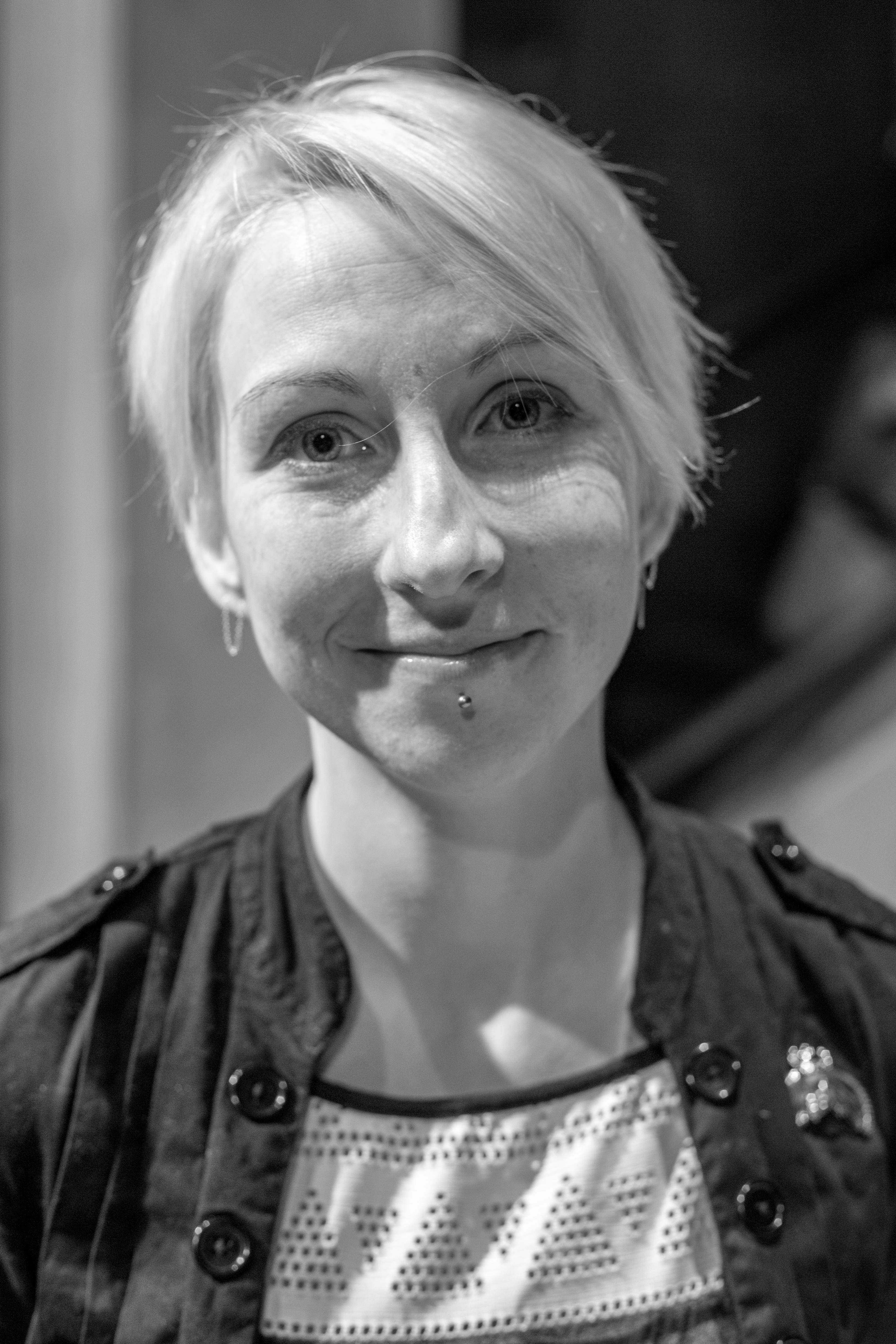
Julie Rocheleau, lauréate du Prix Albéric-Bourgeois 2018

- 2007 : Les Nombrils, t.1 : Pour qui tu te prends ? de Delaf et Dubuc, Dupuis
- 2008 : Chroniques birmanes de Guy Delisle, Delcourt
- 2009 : Les Nombrils, t.3 : Les Liens de l’amitié de Delaf et Dubuc, Dupuis
- 2010 : Saint-Germain, t.1 : Le Comte des lumières de Jean-François Bergeron, scénario de Thierry Gloris, Glénat
- 2011 : Luck de Michel Falardeau, Dargaud
- 2012 : Chroniques de Jérusalem de Guy Delisle, Delcourt
- 2013 : Van Helsing contre Jack l'éventreur, t.1 : Tu as vu le diable de Sinisa Radovic, scénario de Jacques Lamontagne, Soleil
- 2014 : La Colère de Fantômas, t. 1 : Les Bois de justice de Julie Rocheleau (illustration) et Olivier Bocquet (scénario), Dargaud[1]
- 2015 : La Colère de Fantômas, t. 2 : Tout l’or de Paris de Julie Rocheleau (illustration) et Olivier Bocquet (scénario), Dargaud[2]
- 2016 : Les Nombrils, t.7 : Un bonheur presque parfait, Delaf et Dubuc, Dupuis[3]
- 2017 : S’enfuir  de Guy Delisle, Dargaud
- 2018 : Betty Boob de Julie Rocheleau (illustration), Casterman[11]
- 2019 : Giant, t. 2, de Mikaël, Dargaud[5]
- 2020 : Zaroff de François Miville-Deschênes et Sylvain Runberg, Lombard[6]
- 2021 : La bombe de Denis Rodier (dessin), Alcante et Laurent-Frédéric Bollée (scénario), Glénat[7]
- 2022 : Créatures, La ville qui ne dort jamais de Dijef (auteur), Dupuis[8]
- 2023 : Le petit frère de Jean-Louis Tripp, Casterman[9]

## Prix Albert-Chartier
Nommé en l'honneur d'Albert Chartier, un autre grand pionnier de la bande dessinée québécoise, ce prix est offert en hommage à l’apport important d'un individu ou d'une institution au milieu de la bande dessinée québécoise. Attribué sous cette dénomination depuis 2006, il a auparavant été remis irrégulièrement sous le nom de prix Reconnaissance ou prix Honoris causa (lorsque remis à un auteur québécois). Curieusement, le prix Albert-Chartier a d'abord été remis à des auteurs franco-belges pour souligner l'ensemble de leur œuvre (Jean Roba en 2004, Régis Loisel en 2005).
Lauréats
- 1988 : Mario Malouin

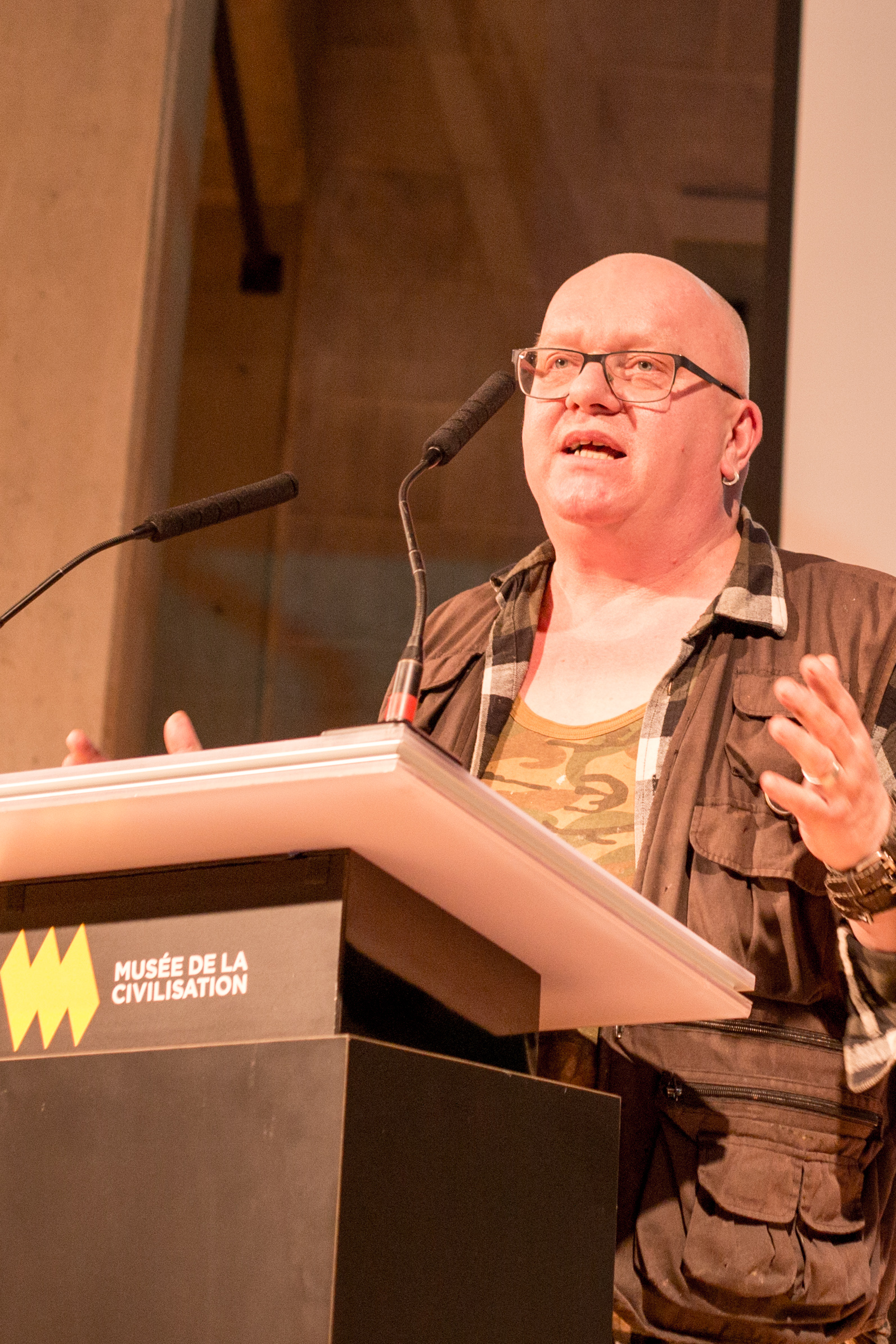
Henriette Valium, lauréat du Prix Albert-Chartier 2018

- 1993 : Jean-Pierre Rolland de la délégation Wallonie-Bruxelles
- 1994 : le professeur et spécialiste Richard Langlois[12]
- 1996 : Sylvain Bolduc, éditeur de Safarir
- 1997 : Réal Filion, cofondateur du Festival
- 1998 : Jacques Lajeunesse du Journal de Québec
- 1999 : Albert Chartier
- 2000 : Maurice Petitdidier
- 2006 : Les éditions de la Pastèque
- 2007 : L'équipe du magazine Les Débrouillards
- 2008 : la maison d’édition Mécanique générale
- 2009 : le magazine CROC
- 2010 : l’École multidisciplinaire de l’image de l’Université du Québec en Outaouais
- 2011 : le professeur et spécialiste Jacques Samson
- 2012 : le magazine Safarir
- 2013 : Tristan Demers
- 2014 : Michel Rabagliati[1]
- 2015 : la maison d’édition Drawn and Quarterly[2]
- 2016 : le collectif Chiendent. Composé du poète Claude Haeffely et des illustrateurs Marc-Antoine Nadeau, André Montpetit et Michel Fortier, Chiendent a contribué, à la fin des années 1960, à une renaissance pour la production nationale du 9e art au Québec[3].
- 2017 : Yvette Lapointe, première auteure québécoise de bande dessinée (posthume)
- 2018 : Henriette Valium [11]
- 2019 : Sylvie Rancourt, créatrice de la série Mélody, et Paulin Lessard, auteur de la série de science fiction Les deux petits nains, publiée de 1947 à 1949[5]
- 2020 : Michel Giguère de « Rendez-vous de la BD » de la Bibliothèque de Québec[6]
- 2021 : Julie Doucet, créatrice de Dirty Plotte, My Most Secret Desire et Changement d’adresses[7]
- 2022 : Réal Godbout et Pierre Fournier, créateurs des séries Michel Risque et Red Ketchup[8]
- 2023 : Daniel Shelton, créateur de la série Ben[9]
- 2024: Nicole Lapointe (mieux connue sous son nom de chanteuse Isabelle Pierre), pour la série Jani, hôtesse de l’air[13]

## Prix Maurice-Petitdidier
Nommé en l'honneur du principal auteur de bandes dessinées figurant au sommaire des mensuels Hérauts (période 1955-60) et Le Petit Héraut (1958-61) de l'éditeur Fides, il est décerné au coup de cœur du jury pour un album francophone publié à l’étranger. Attribué sous ce nom depuis 2003 (sauf en 2004), le prix a auparavant connu plusieurs dénominations (Meilleur album francophone, Album francophone de l'année, BD de l'année, etc.) tout en étant, avant 2007, plus ou moins attribué à un auteur en visite au Festival. Le prix n'a pas été attribué en 1995, 1997 et 2004.
Lauréats
- 1988 : XIII, t.4 : S.P.A.D.S. de William Vance et Jean Van Hamme, Dargaud
- 1989 : Le Grand Pouvoir du Chninkel de Grzegorz Rosiński et Jean Van Hamme, Casterman
- 1991 : Les Compagnons du Crépuscule, t.3 : Le Dernier Chant des Malaterre de François Bourgeon, Casterman
- 1992 : Largo Winch, t.2 : Le Groupe W de Philippe Francq et Jean Van Hamme, Dupuis
- 1993 : Thorgal, t.18 : L'Épée-soleil de Grzegorz Rosiński et Jean Van Hamme, Le Lombard
- 1994 : Le Grand Scandale, t.1 : New York de Christian Godard et Julio Ribera, Dargaud
- 1995 : non attribué
- 1996 : Philippe Francq et Frank Le Gall (?)
- 1997 : non attribué
- 1998 : Aldébaran, t.4 : Le Groupe de Leo, Dargaud
- 1999 : Le Chant des pavots de Pierre Wazem, Les Humanoïdes Associés
- 2000 : Tao Bang, t.1 : Le Septième Cercle de Didier Cassegrain et Daniel Pecqueur, Delcourt
- 2001 : ex æquo : La Débauche de Jacques Tardi et Daniel Pennac, Futuropolis et Lune de guerre d'Hermann et Jean Van Hamme, Dupuis
- 2002 : ex æquo : Djinn, t.1 : La Favorite d'Ana Mirallès et Jean Dufaux, Dargaud et Sur les Terres d'Horus, t.1 : Khâemouaset ou la Loi de Maât d'Isabelle Dethan, Delcourt
- 2003 : Carnets d'Orient, t.6 : La Guerre fantôme de Jacques Ferrandez, Casterman
- 2004 : non attribué
- 2005 : Où le regard ne porte pas..., t.1 et 2 d'Olivier Pont et Georges Abolin, Dargaud
- 2006 : Blacksad, t.3 : Âme rouge de Juanjo Guarnido et Juan Díaz Canales, Dargaud
- 2007 : Les Petits Ruisseaux de Pascal Rabaté, Futuropolis
- 2008 : Chaque chose de Julien Neel, Gallimard
- 2009 : Tout seul de Christophe Chabouté, Vents d'Ouest
- 2010 : Blast, t.1 : Grasse Carcasse de Manu Larcenet, Dargaud
- 2011 : Asterios Polyp de David Mazzucchelli, Casterman
- 2012 : Habibi de Craig Thompson, Casterman
- 2013 : 23 prostituées de Chester Brown, Cornélius
- 2014 : Tyler Cross de Fabien Nury et Brüno, Dargaud[1]
- 2015 : Blast, t. 4 de Manu Larcenet, Dargaud[2]
- 2016 : Les Équinoxes de Cyril Pedrosa, Dupuis[3]
- 2017 : L'Été Diabolik de Thierry Smolderen et Alexandre Clérisse, Dargaud
- 2018 : Une sœur de Bastien Vivès, Casterman[11]
- 2019 : Ceux qui restent de Joseph Busquet et Alex Xoül, Delcourt[5]
- 2020 : L'affaire du ticket scandaleux (Dans la tête de Sherlock Holmes, t.1) de Cyril Lieron et Benoît Dahan, Ankama [6]
- 2021 : Carbone et silicium de Mathieu Bablet, Ankama[7]
- 2022 : René.e aux bois dormants de Élène Usdin, Sarbacane[8]
- 2023 : Feuilles volantes, d’Alexandre Clérisse, Dargaud[9]

## Prix Roberto-Wilson
Le Prix Roberto-Wilson, créé en 2014, remis en l’honneur du premier auteur d’origine haïtienne à avoir publié de la bande dessinée au Québec, récompense un album francophone issu d'une traduction.
Lauréats
- 2014 : Mon ami Dahmer de Derf Backderf, Çà et là[1]
- 2015 : Moi, assassin d'Antonio Altarriba et Keko, Denoël[2]
- 2016 : Le Sculpteur de Scott McCloud, Rue de Sèvres[3]
- 2017 : La Loterie de Miles Hyman, Casterman
- 2018 : La Cantine de minuit, t.2 de Yaro Abe, Lézard Noir[11]
- 2019 : Royal City, premier tome, de Jeff Lemire, Urban Comics[5]
- 2020 : In Waves de AJ Dungo, Casterman[6]
- 2021 : L’Accident de chasse de Landis Blair et David L. Carlson, Sonatine[7]
- 2022 : Monstres de Barry Windsor Smith, Delcourt[8]
- 2023 : Le labyrinthe inachevé de Jeff Lemire, Futuropolis[9]

## Prix Jacques-Hurtubise
Le prix Jacques-Hurtubise comprend une bourse visant à favoriser la nouvelle création et les auteurs émergents au Québec. Il est attribué pour la première fois en 2016. Il est nommé en l’honneur de l’auteur, scénariste et éditeur Jacques Hurtubise.
Lauréats

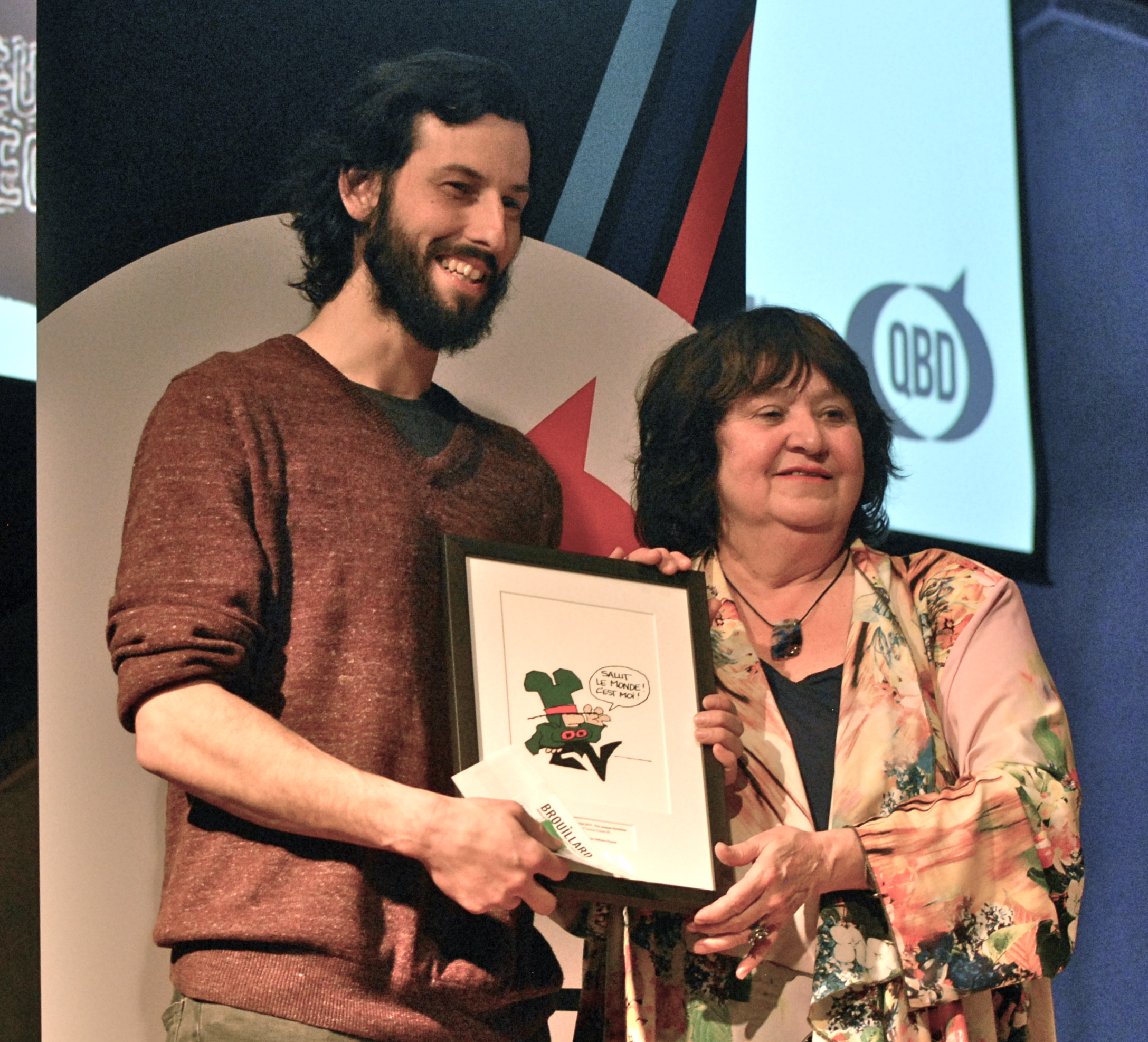
Julien Dallaire-Charest reçoit le prix Jacques-Hurtubise 2019, présenté par Hélène Fleury.

- 2016 : Alexis Giroux, pour son projet Bras de fer [3]
- 2017 : Stéphane Johnson, pour son projet La Clique vidéo
- 2018 : Anouk (Jessi Tremblay), pour son projet L’Armée du Soleil [10]
- 2019 : Julien Dallaire-Charest, pour son projet Pogneurs de spectres[5]
- 2020 : Sarah Dunlavey, alias Madame Lady[6]
- 2021 : Frédéric-Vivianne Auln, pour son projet Le livre des morts 2.0[7]
- 2022 : Sandra Breault, pour son projet 50 nuances de bruits[8]
- 2023 : KrRoLe, pour son projet Donkey Shot[9]

## Prix Yvette-Lapointe
Le prix Yvette-Lapointe, créé en 2019, récompense un album jeunesse de langue française publié par des auteurs canadiens. L'album est choisi par un jury jeunesse formé d’élèves. Son nom provient d'Yvette Lapointe, pionnière de la bande dessinée québécoise.
Lauréats
- 2019 : Aventurosaure, premier tome, de Julien Paré-Sorel, Presses Aventure[5]
- 2020 : Mort et déterré, premier tome, de Pascal Colpron et Jocelyn Boisvert, Dupuis[6]
- 2021 : Mimose et Sam T3: Mission hibernation de Cathon, Comme des géants[7]
- 2022 : Truffe de Fanny Britt et Isabelle Arsenault, La Pastèque[8]
- 2023 : Félixe et la maison qui marchait la nuit de Sophie Bédard, La Ville brûle[9]

## Autres prix
Avant la réforme de 2007, de nombreux autres prix ont été donnés aux auteurs présents au Festival.

### Ensemble de l'œuvre
Les Grand Prix du Festival, Grand Prix de la ville de Québec, Prix spécial du Jury et Prix Honoris causa ont tous été remis à un moment ou à un autre pour souligner l’ensemble de l'œuvre d'un auteur présent.
Ceux-ci ont été les suivants : Bob De Moor (1988), Jean Graton (1989), Greg et Marcel Gotlib (1990), Jean Giraud / Moebius (1991), Morris (1992), Jean-Claude Mézières (1992 et 1997), Jacques Martin (1993 et 2000), Jean Roba (1993 et 2004), Tibet (1994), François Craenhals (1995), André Juillard (1996), Enki Bilal et Albert Weinberg (1998), François Boucq et Bernard Yslaire (1999), Batem (2000), Régis Loisel (2001 et 2005), Turf (2001), Ted Benoît (2002), Frank Le Gall (2003) et Félix Meynet (2004). Une fois a été récompensé un auteur décédé (André Franquin, 2001).
Il est à noter que le Prix spécial du jury a été décerné deux fois à un auteur québécois ayant réalisé un ouvrage de référence :
- 1994 : Paul Roux pour La BD, l’art d’en faire, C.F.O.R.P.
- 2000 : Michel Viau pour le BDQ : Répertoire des publications de bandes dessinées au Québec, Mille-Îles.

### Prix Humour
Dans un premier temps décerné à des auteurs étrangers (1988, 1989 et 1991), il est par la suite attribué quatre fois à des auteurs québécois.
Lauréats (liste partielle)
- 1998 : La Vie qu'on mène, t.4 : Chacun son île de Line Arsenault, Mille-Îles
- 1999 : Les Vaginocrates de Serge Ferrand, Mille-Îles

- 2002 : Jim le malingre, t.6 : Avatars ataviques de Phlppgrrd, Zone convective
- 2003 : La Vie qu'on mène, t.5 : On se faxe, on se digitalise, on se téléporte et on déjeune ! de Line Arsenault, Mille-Îles

### Prix Coup-de-cœur
Parmi ses neuf remises (1991, 1995, 1999 à 2003, 2005 et 2006), il a récompensé un auteur québécois, et un auteur français résidant au Québec.
Lauréats (liste partielle)
- 1999 : Le Rêve du collectionneur de Caroline Merola, Kami-case

- 2006 : Paroles d'anges de Jean-Louis Tripp, Glénat

### Prix éphémères
Notons aussi le prix Jeunesse, remis cinq fois (1989, 1990, 1995, 1996 et 2001), le prix Aventure, deux fois (1990 et 2002), le prix S.-F. (1988), ainsi que les prix Fantastique, Polar et Édition (tous les trois remis en 1989).